# 철인 28호 (1980년 애니메이션)
철인 28호(일본어:  鉄人28号 테츠진 니쥬하치고우[*])는 요코야마 미쓰테루(横山光輝)의 만화작품 《철인 28호》를 원작으로 하는 2번째 애니메이션이다. 또한 이 작품에 등장하는 가공의 로봇 이름이기도 하다. 1980년 10월 3일부터 1981년 9월 25일까지 닛폰 TV 계열 네트워크에서 전 51화가 방송되었다. 그 후 2009년 9월 29일부터 TOKYO MX에서, 같은 해 10월 1일부터 선 TV에서 재방송되었다. 별칭은 《태양의 사자 철인 28호》 혹은 《철인 28호(新)》.

## 개요
1980년, 닛폰 TV는 10월 프로그램 개편 시기에 테즈카 오사무 원작의 《우주소년 아톰》, 지바 데쓰야·다카모리 아사오(가지와라 잇키) 원작의 《내일의 죠 2》 등등 과거 히트 애니메이션의 리메이크 작품을 대거 편성했다. 그런 가운데 닛폰 TV가 도쿄 무비 신사(현 TMS 엔터테인먼트)에 의뢰하여 제작한 것이 바로 이 작품이다. 방영 당시의 타이틀은 그냥 《철인 28호》였으나, 이후 흑백판과의 구별을 위해 주제가 곡목인 《태양의 사자 철인 28호》를 타이틀로 붙이게 되었으며, LD나 DVD 등의 영상 소프트 발매를 통하여 이쪽이 정식 타이틀로 굳어지게 된다.
방송 당시로부터 10년 후의 미래인 1990년대를 배경으로, 죽은 아버지가 평화이용을 위해 비밀리에 건조한 철인 28호를 물려받은 11세의 소년 가네다 쇼타로가 세계 정복을 꾀하는 브란치의 범죄조직 '로봇 마피아'나 우주로부터의 침략자 '우주마왕'으로부터 지구의 평화를 지키기 위해 철인을 조종해서 싸운다는 스토리. 완구 메이커의 손을 거친 신판 철인의 디자인은 원조 철인보다 훨씬 날렵하고 슬림한 체형을 하고 있으나 '무기를 갖지 않고 오직 힘만으로 싸운다'는 철인의 기본 설정은 그대로 계승하고 있다. 이러한 특징이 오히려 당시 난립하던 슈퍼로봇들과는 확연히 구별되는 신선함을 낳아, 원조보다 이쪽 철인을 선호하는 팬들도 나타나게 되었다.
비주얼 디자인뿐만 아니라 설정 및 스토리 면에서도 대폭 변경이 가해져, 원작과는 또 다른 새 시대의 철인 28호를 모색하는 작품이 되었다. 쇼타로가 소년탐정이 아닌 보통의 초등학생으로, 시키시마 박사의 가족과 함께 살며, 시키시마 박사에게는 아들이 아니라 딸이 있어서 쇼타로의 여자친구 비슷한 역할을 하는 등 여러 모로 원작과는 다른 점이 많다. 또한 오쓰카 서장은 관할 경찰서장이 아니라 인터폴(국제형사기구)의 수사관으로서 등장, 쇼타로와 함께 전 세계를 누비며 사건을 해결한다. 후랑켄 박사나 블랙옥스 등 원작의 캐릭터들도 과감한 각색을 거쳐 등장한다. 본 작품의 인기에 자신을 얻은 닛폰 TV는 다시 요코야마 미쓰테루의 《마즈》를 원작으로 하는 애니메이션 《육신합체 갓마즈》를 제작하게 된다.
2001년부터 2002년에 걸쳐 무빅에서 총 2파트로 구성된 DVD박스가 발매되었으나 현재는 절판. 2008년에는 반다이에서 초합금혼 시리즈의 일환으로 '태양의 사자 철인 28호' 및 '태양의 사자 철인 28호 VS 블랙옥스'(세트상품)를 발매하기도 했다.
참고로 대한민국에서는 1980년대에 대영비디오에서 대여용 VHS로 출시하였기 때문에 원작보다 이쪽이 더 유명하다.

## 줄거리
무공해의 태양 에너지가 문명을 지탱하는 근미래. 이 시대에는 로봇 개발 기술도 진보했으나 그러한 기술을 범죄에 악용하는 자들도 나타나게 된다. 누군가에게 살해당한 과학자 가네다 박사의 자식인 쇼타로는 아버지의 동료였던 시키시마 박사의 보살핌을 받으며 아버지가 남긴 강철의 거인 '철인 28호'와 함께 전 세계의 악당들에게 도전한다.결국, 쇼타로는 전 세계 악당들을 물리치고 지구의 평화를 지킨다.

## 스탭
- 원작: 요코야마 미쓰테루
- 기획: 요시카와 다케시(닛폰 TV)
- 프로듀서: 호리코시 도오루(닛폰 TV), 아카가와 시게루
- 치프 디렉터: 이마자와 데쓰오
- 메카닉 디자이너: 마에다 미노루
- 작화감독: 스즈키 긴이치로
- 각본: 후지카와 게이스케, 시로야마 노보루, 아라키 요시히사, 사쿠라이 마사아키, 다카야시키 히데오, 가네코 유타카
- 연출: 이마자와 데쓰오, 고시 시게오, 야마요시 야스오, 요쓰지 다카오, 가와타 다케노리, 도미사와 노부오, 나가오카 아키노리, 오카자키 미노루, 아오키 유조 외
- 음악: 시미즈 야스아키, 마라이아
- 제작협력: 스튜디오 Z5, 스튜디오 No.1, 텔레콤 애니메이션 필름(제 8화)
- 제작: 도쿄 무비 신사(현 TMS 엔터테인먼트)

## 음악

### 주제가
여는 곡 “太陽の使者・鉄人28号 타이요 노 시샤 테츠진 니쥬하치고우[*]” (태양의 사자 철인 28호)
작사 - 후지카와 게이스케 / 작곡 - 시미즈 야스아키 / 노래 - 기믹
닫는 곡 1“希望にむかって～正太郎のテーマ～ 키보니 무캇테 ~쇼타로 노 테에마~[*]” (희망을 향해서 ~쇼타로의 테마~)
작사 - 후지카와 게이스케 / 작곡 - 시미즈 야스아키 / 노래 - 기믹
닫는 곡 2“無敵の鉄人28号 무테키 노 테츠진 니쥬하치고우[*]” (무적의 철인 28호)
작사 - 아란 도모코 / 작곡 - 가와우치 쥰이치 / 노래 - 기믹

## 성우진
- 가네다 쇼타로: 야마다 에이코
- 오쓰카 시게루 경감: 도미타 고세이
- 시키시마 다이지로 박사: 가네우치 요시오
- 시키시마 마키코: 다키자와 구미코
- 시키시마 우타코: 다니 이쿠코
- 브란치: 고바야시 오사무
- 구라 왕자: 도다 게이코
- 로비: 니시카와 이쿠오
- 우주마왕: 우쓰미 겐지
- 내레이터: 소가베 가즈유키

## 작품 목록
1. 태양의 사자! 철인 28호
2. 빼앗긴 철인!
3. 폭주 특급을 세워라!
4. 공포의 괴조군단
5. 의문의 유령 로봇
6. 에게 해의 대괴수!
7. 죽음을 부르는 인공위성
8. 공포의 살인 합체 로봇
9. 철인 대 에일리언!
10. 철인의 약점을 보았다!
11. 철인 패배하다!
12. 철인 대 철인
13. 철인 대 쇼타로
14. 북극의 대결전!
15. 괴(怪)! 환상의 드래곤
16. 복수 로봇 길더
17. 나왔다! 남해의 대마신
18. 거대 전함을 쳐부숴라!
19. 지옥의 사파리 패닉!
20. 대파괴! 스핑크스 로봇
21. 가공할 함정을 돌파하라!
22. 위기! 싸울 수 없는 철인
23. 격돌! 철인 대 복수귀
24. 쇼타로, 우주로부터의 대역전!
25. 우주마왕 나타나다!
26. 브란치의 최후
27. 킹콩 대 철인
28. 강적! 쿵푸 로봇
29. 기네스북에 대한 도전
30. 결사의 니트로 수송!!
31. 요새혜성의 습격!
32. 사투! 백야의 대결
33. 파괴된 철인!
34. 최대의 적! 블랙옥스
35. 철인을 되찾아라!
36. 숙명의 대결! 철인 대 옥스
37. 전설의 거인 철인 28호
38. 비밀지령! 콘보이 작전
39. 마수왕자 깨어나다!
40. 보았다! 마왕의 정체
41. 철인이 사라졌다!?
42. 스릴러 시리즈 I 괴기! 드라큐라의 저주
43. 스릴러 시리즈 II 사신 좀비의 저주를 받은 철인
44. 스릴러 시리즈 III 유령의 정체를 밝혀라!
45. 폭주! 지옥의 천사
46. 철인의 신비한 여행
47. 철인을 팝니다!
48. 지구 최대의 위기!
49. 잘가라 블랙옥스
50. 구라 왕자 죽다!
51. 은하의 왕자! 철인 28호

## 비디오 게임
반다이 남코 게임스의 시뮬레이션 RPG 《슈퍼로봇대전》 시리즈의 《제2차 슈퍼로봇대전 Z 재세편》(2012년 4월 5일 발매)에 본 작품의 철인과 쇼타로가 출연했다.

## 미국판
흑백판을 미국에 소개한 공로자인 프레드 래드가 도쿄 무비 신사와 협력하여 《The New Adventures of Gigantor》라는 제목의 영어 더빙판을 제작, 1993년부터 1997년에 걸쳐 미국의 사이파이 채널에서 방송하였다.

## 참고 문헌
- 이이키 유산(飯城勇三), 《‘철인 28호’ 대연구 - 리모콘의 꿈》, 고단샤, 2002년, 44~46쪽.
- 히카리 프로덕션(光プロダクション) 감수, 《철인 28호 론(論)》, 피아, 2005년, 14·90~93쪽.
- 《아니메 스튜디오》 Vol.1, 오조라슛판, 2004년, 7쪽.
- 《요코야마 미쓰테루 프리미엄 매거진 Vol.08 ‘철인 28호’》, 고단샤, 2009년, 16쪽.
- 도쿄 무비 감수, 《도쿄 무비 아니메 대전사(大全史)》, 다쓰미슛판, 1999년, 81·163~164쪽.